# Carlos Menem
Carlos Saúl Menem Akil (Anillaco, 2 luglio 1930 – Buenos Aires, 14 febbraio 2021) è stato un avvocato e politico argentino.
Fu presidente dell'Argentina per due mandati dall'8 luglio 1989 al 10 dicembre 1999.

## Biografia
Nato nella provincia di La Rioja, una delle più povere del paese, fu un fervente sostenitore della politica peronista. Figlio di Saúl Menem e di Mohibe Akil - entrambi di origini siriane, della cittadina di Yabrud - il giovane Carlos Saúl decise da ragazzo di convertirsi al cristianesimo e, nel 1956, entrò nel Partito Peronista.
Avvocato, nel 1973 fu eletto governatore di La Rioja, raggiungendo ben presto la notorietà a causa del suo impegno in difesa dei parenti dei desaparecidos, trucidati dal regime militare. In seguito a questo fu imprigionato per un periodo di circa cinque anni. Nel 1983, dopo la caduta della giunta militare nel suo Paese, fu riconfermato governatore di La Rioja.

### Primo mandato presidenziale
Con la campagna presidenziale del 1989, Carlos Saúl Menem si impose al governo della nazione Argentina col cavallo di battaglia del neoliberismo. Uno dei suoi primi atti come presidente fu la concessione della grazia a tutti i politici del precedente governo responsabili del sanguinoso fenomeno dei "desaparecidos" (scomparsi) e crimini di guerra. Insieme al ministro dell'economia, Domingo Cavallo, Menem decise di imporre il tasso di cambio fisso peso-dollaro per contenere l'inflazione, riuscendo nell'intento.
Grazie alla nuova stabilità economica, in Argentina cominciò ad affluire molto denaro dall'estero (soprattutto da parte di piccoli e medi risparmiatori attraverso i bond). Menem diede il via ad un'ampia opera di privatizzazione fra il 1990 ed il 1992, privatizzando, per l'appunto, molte aziende base: tra le tante furono cedute le Poste e metà della compagnia petrolifera di Stato, la YPF. Si stima che la liquidazione di gran parte del patrimonio nazionale abbia rappresentato una perdita di 60 miliardi di dollari.
Il presidente decise anche di eliminare i vincoli doganali, con il positivo risultato di riuscire a conseguire la modernizzazione delle aziende argentine. Tuttavia ne risentirono molte piccole e medie imprese, che furono costrette a perdere profitti o, in alcuni casi, addirittura a chiudere. Nell'aprile del 1994 Menem conquistò la maggioranza nell'Assemblea costituente; ciò gli permise di potersi candidare per la seconda volta (con un mandato ridotto da sei a quattro anni) alla Casa Rosada. Durante il suo primo mandato l'Argentina cercò di riallacciare i rapporti diplomatici con la Gran Bretagna, interrotti dal 1982 in occasione della guerra delle Falkland, e incrementare i rapporti diplomatici con gli Stati Uniti d'America, all'epoca sotto l'amministrazione di George Bush senior.

### Secondo mandato presidenziale
Forte del fatto di essere riuscito a domare l'inflazione attraverso le sue politiche neoliberiste, Menem fu riconfermato alla Casa Rosada come presidente nel 1995. Il secondo mandato fu caratterizzato da una chiara intenzione di Menem di ottenere una modifica della Costituzione, che avrebbe permesso al presidente di presentarsi alle elezioni presidenziali del 1999. L'anno seguente alla conferma presidenziale si acuirono alcuni problemi legati alla 
"dollarizzazione": le industrie agricole di tutta l'Argentina, a causa del prezzo troppo alto delle loro materie prime, furono sfavorite all'estero da altri Paesi limitrofi, come il Brasile.
Il 26 e 27 settembre del 1996 l'intera nazione fu paralizzata da uno sciopero generale che registrò circa l'ottanta per cento delle adesioni. L'anno successivo il Partito Giustizialista perse la maggioranza in parlamento a favore delle coalizione di centro-sinistra dell'Unione Civica Radicale. Nel 1998 l'evento più importante fu la piena riconciliazione con la Gran Bretagna, sancita ufficialmente dalla visita del principe Carlo. La Corte Suprema bocciò definitivamente la proposta del presidente della Repubblica di potersi ricandidare per un eventuale terzo mandato consecutivo; ne seguirono aspre polemiche che si protrassero per mesi.

### Periodo successivo
Nel 1995 Menem fu indagato per una presunta vendita illegale di armi all'estero, ma la faccenda passò in secondo piano a causa dell'aggravarsi della crisi economica che dilagava nel paese. La vicenda giudiziaria fu archiviata e riaperta nel 2003, dopo la sconfitta elettorale di Menem contro Néstor Kirchner. Fu raggiunto da due mandati di cattura internazionali in Cile e dopo aver ricevuto rassicurazioni dalle istituzioni che non sarebbe stato arrestato ritornò a La Rioja. Nel 2013 fu condannato a sette anni di carcere per aver favorito il contrabbando di armi verso il Cile e la Croazia durante la sua presidenza. Fu riconfermato senatore della Repubblica Argentina per la provincia di La Rioja per il Frente Justicialista Riojano.

### Morte e funerali
Il 24 dicembre 2020 entrò in coma a seguito di un collasso renale. Mai ripresosi, morì il 14 febbraio 2021 presso il sanatorio Los Arcos di Buenos Aires per sopraggiunte complicazioni legate a un'infezione del tratto urinario, all'età di 90 anni. In seguito a funerali di Stato, venne sepolto nel cimitero islamico di San Justo accanto a suo figlio.

### Situazione politico-economica in Argentina
All'inizio del suo primo mandato, l'Argentina aveva un'iperinflazione peggiore di quella del Brasile: circa il 3.600% nel luglio 1989 (raggiunse addirittura il 20.000% nel marzo 1990). Menen avviò la privatizzazione di diverse aziende statali, aprì il commercio, ridusse la burocrazia e mise fine al controllo dei prezzi. In ragione di tali misure, l'Argentina avanzò enormemente negli indici della libertà economica, avvicinandosi a Paesi come Francia, Svezia e Norvegia.
In pochissimo tempo, l'iperinflazione si trasformò in una leggera inflazione inferiore al 2% annuo — un valore equivalente a quello dei migliori Paesi sviluppati, un successo monetario che non si vedeva dal maggio 1954. La povertà iniziò una lunga e rapida discesa e l'Argentina recuperò e mantenne il suo posto storico di Paese più ricco dell'America Latina negli anni '90. Dopo il 1995, il governo iniziò a indebitarsi e i deficit iniziarono una traiettoria ascendente.

## Vita privata
Nel 2007 si separò dalla moglie Cecilia Bolocco, ex Miss Universo.
La partecipazione di Menem alla vita mondana argentina fu notevole: grande appassionato di golf, mai contrario alle interviste tv, la sua immagine apparì spesso anche al di fuori dei contesti istituzionali.